# 立陶宛教育、科學及體育部
立陶宛教育、科學及體育部是立陶宛政府的一個部門，負責執行教育、科學、學術研究、體育相關政務，這些政務都受《立陶宛憲法》、總統與總理公布的法令、國會通過的法律授權、施行。現任立陶宛教育、科學及體育部長為尤爾吉塔·索斯迪奈因。

## 歷任部長
立陶宛基督教民主黨
  立陶宛民主勞工黨
  祖國聯盟－立陶宛基督教民主黨
  勞動黨
  自由聯盟
  新聯盟
  立陶宛社會民主黨
  無黨籍
| 文化及教育部長       | 文化及教育部長                             | 文化及教育部長               | 文化及教育部長                      | 文化及教育部長 | 文化及教育部長 | 文化及教育部長 |
| 次序                 | 姓名                                       | 政黨                         | 內閣                                | 任期           | 任期           | 任期           |
| 次序                 | 姓名                                       | 政黨                         | 內閣                                | 上任日期       | 卸任日期       | 任期天數       |
| -------------------- | ------------------------------------------ | ---------------------------- | ----------------------------------- | -------------- | -------------- | -------------- |
| 1                    | 維托塔斯·克納希斯 （1937年生）             | 祖國聯盟                     | 卡濟梅拉·布倫斯基恩內閣             | 1990年1月17日  | 1991年1月10日  | 358天          |
| 2                    | 達利斯·庫利斯 （1962年生）                 | 無黨籍                       | 阿爾貝塔斯·希梅納斯內閣             | 1991年1月10日  | 1991年1月13日  | 3天            |
| 3                    | 達利斯·庫利斯 （1962年生）                 | 無黨籍                       | 第一次格季米納斯·瓦格諾柳斯內閣     | 1991年1月13日  | 1992年7月21日  | 555天          |
| 4                    | 達利斯·庫利斯 （1962年生）                 | 無黨籍                       | 亞歷山德拉斯·阿比沙拉內閣           | 1992年7月21日  | 1992年12月17日 | 149天          |
| 5                    | 戴紐斯·特林庫納斯 （1931年－1996年）       | 立陶宛民主勞工黨             | 布羅尼斯洛瓦斯·盧比斯內閣           | 1992年12月17日 | 1993年3月31日  | 104天          |
| 教育及科學部長       |                                            |                              |                                     |                |                |                |
| 次序                 | 姓名                                       | 政黨                         | 內閣                                | 任期           | 任期           | 任期           |
| 次序                 | 姓名                                       | 政黨                         | 內閣                                | 上任日期       | 卸任日期       | 任期天數       |
| 6                    | 弗拉迪斯拉夫·多馬爾卡斯 （1939年－2016年） | 無黨籍                       | 阿道法斯·什萊扎維丘斯內閣           | 1993年3月31日  | 1996年3月19日  | 1084天         |
| 7                    | 弗拉迪斯拉夫·多馬爾卡斯 （1939年－2016年） | 無黨籍                       | 勞里納斯·斯坦科維丘斯內閣           | 1996年3月19日  | 1996年12月10日 | 266天          |
| 8                    | 西格馬斯·津凱維丘斯 （1925年－2018年）     | 立陶宛基督教民主黨           | 第二次格季米納斯·瓦格諾柳斯內閣     | 1996年12月10日 | 1998年5月1日   | 507天          |
| 9                    | 科內利尤斯·普拉泰利斯 （1951年生）         | 祖國聯盟                     | 第二次格季米納斯·瓦格諾柳斯內閣     | 1998年5月1日   | 1999年6月10日  | 405天          |
| 10                   | 科內利尤斯·普拉泰利斯 （1951年生）         | 祖國聯盟                     | 第一次羅蘭達斯·帕克薩斯內閣         | 1999年6月10日  | 1999年11月11日 | 154天          |
| 11                   | 科內利尤斯·普拉泰利斯 （1951年生）         | 祖國聯盟                     | 第一次安德留斯·庫比柳斯內閣         | 1999年11月11日 | 2000年11月9日  | 364天          |
| 12                   | 阿爾吉爾達斯·蒙克維丘斯 （1956年生）       | 新聯盟                       | 第二次羅蘭達斯·帕克薩斯內閣         | 2000年11月9日  | 2001年7月12日  | 245天          |
| 13                   | 阿爾吉爾達斯·蒙克維丘斯 （1956年生）       | 新聯盟                       | 第一次阿爾吉爾達斯·布拉藻斯卡斯內閣 | 2001年7月12日  | 2004年12月14日 | 1251天         |
| 14                   | 雷米吉尤斯·莫圖扎斯 （1956年生）           | 立陶宛社會民主黨             | 第二次阿爾吉爾達斯·布拉藻斯卡斯內閣 | 2004年12月14日 | 2006年7月18日  | 581天          |
| 15                   | 羅姆·扎凱提斯 （1956年生）                 | 立陶宛社會民主黨             | 格迪米納斯·基爾基拉斯內閣           | 2006年7月18日  | 2008年5月27日  | 679天          |
| 16                   | 阿爾吉爾達斯·蒙克維丘斯 （1956年生）       | 新聯盟                       | 格迪米納斯·基爾基拉斯內閣           | 2008年5月27日  | 2008年12月9日  | 196天          |
| 17                   | 金塔拉斯·史特波奈維希亞斯 （1967年生）     | 自由聯盟                     | 第二次安德留斯·庫比柳斯內閣         | 2008年12月9日  | 2012年12月13日 | 1465天         |
| 18                   | 代鈕斯·帕瓦爾基斯 （1960年生）             | 勞動黨                       | 阿爾吉爾達斯·布特凱維丘斯內閣       | 2012年12月13日 | 2015年5月11日  | 879天          |
| 19                   | 奧德隆·皮特尼恩 （1958年生）               | 勞動黨                       | 阿爾吉爾達斯·布特凱維丘斯內閣       | 2015年6月2日   | 2016年12月13日 | 560天          |
| 教育、科學及體育部長 |                                            |                              |                                     |                |                |                |
| 次序                 | 姓名                                       | 政黨                         | 內閣                                | 任期           | 任期           | 任期           |
| 次序                 | 姓名                                       | 政黨                         | 內閣                                | 上任日期       | 卸任日期       | 任期天數       |
| 20                   | 尤爾吉塔·佩特勞斯基恩 （1975年生）         | 無黨籍                       | 薩烏留斯·思科威爾內里內閣           | 2016年12月13日 | 2018年12月7日  | 724天          |
| 21                   | 阿爾吉爾達斯·蒙克維丘斯 （1956年生）       | 無黨籍                       | 薩烏留斯·思科威爾內里內閣           | 2019年1月15日  | 2020年12月11日 | 696天          |
| 22                   | 尤爾吉塔·索斯迪奈因 （1972年生）           | 祖國聯盟－立陶宛基督教民主黨 | 因格麗達·希莫尼特內閣               | 2020年12月11日 | 現任           | 1562天         |

## 外部連結
- 官方网站 （立陶宛文）（英文）